# Czarny Staw Kieżmarski
Czarny Staw Kieżmarski, w części literatury tatrzańskiej Czarny Staw Kiezmarski (słow. Čierne pleso Kežmarské, Čierne pleso, niem. Kesmarker Schwarzer See, Mauksch-See, węg. Késmárki-Fekete-tó, Mauksch-tó) – staw położony na wysokości 1580 m n.p.m., w Dolinie Zielonej Kieżmarskiej (górna część Doliny Kieżmarskiej), w słowackich Tatrach Wysokich. Pomiary pracowników TANAP-u wykazują, że ma on powierzchnię 0,280 ha, długość 98 m, szerokość 38 m i głębokość 3,6 m. Jest to jezioro śródmorenowe o eliptycznym kształcie. Leży u podnóża potężnej (wysokość 900 m), północnej ściany Małego Kieżmarskiego Szczytu. W sąsiedztwie stawu znajdują się Zielony Staw Kieżmarski i Mały Staw Kieżmarski.
Niemiecka i węgierska nazwa stawu upamiętniają Thomasa Maukscha, spiskoniemieckiego przyrodnika.

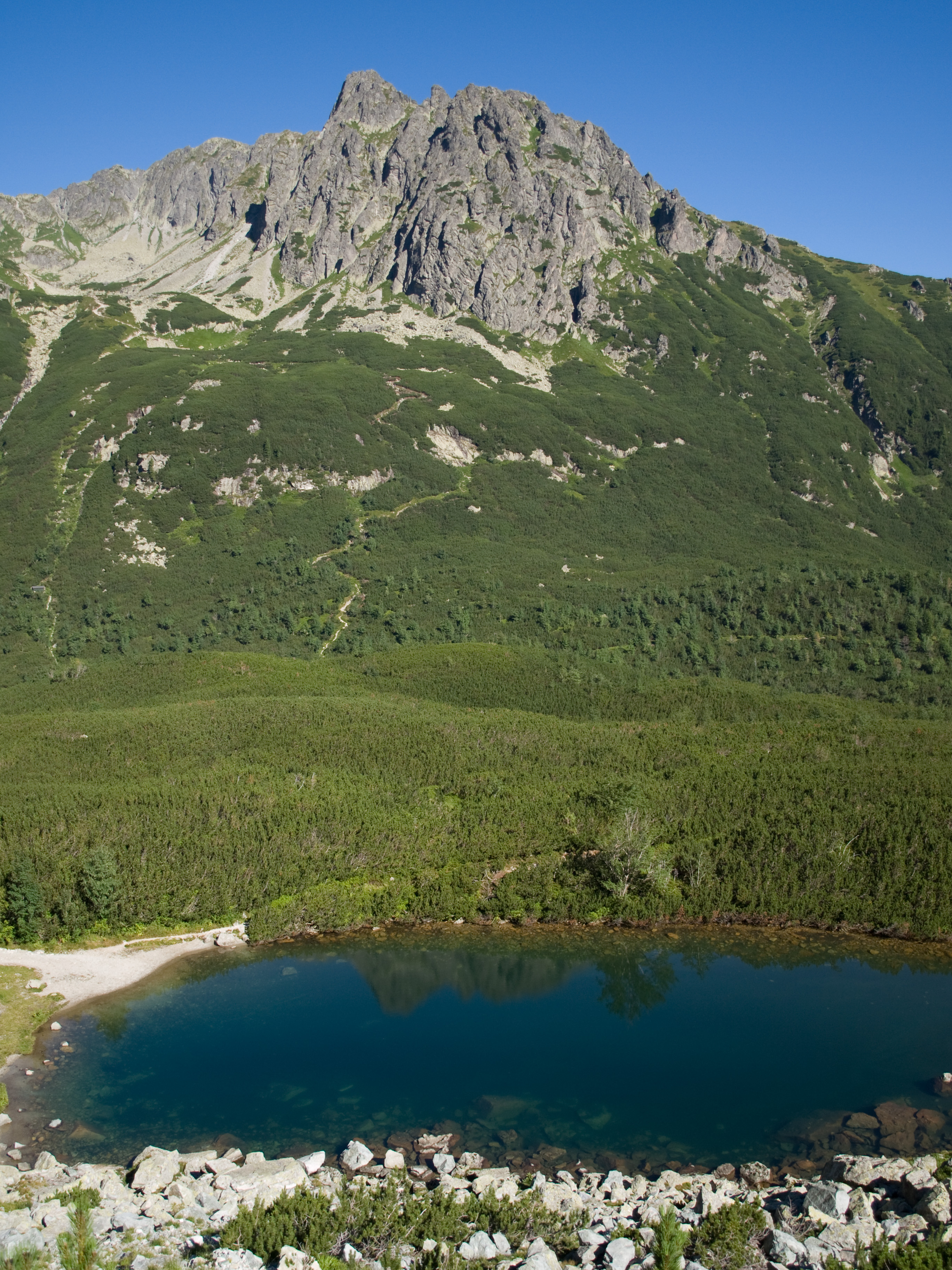
Czarny Staw Kieżmarski, w tle Kozia Turnia

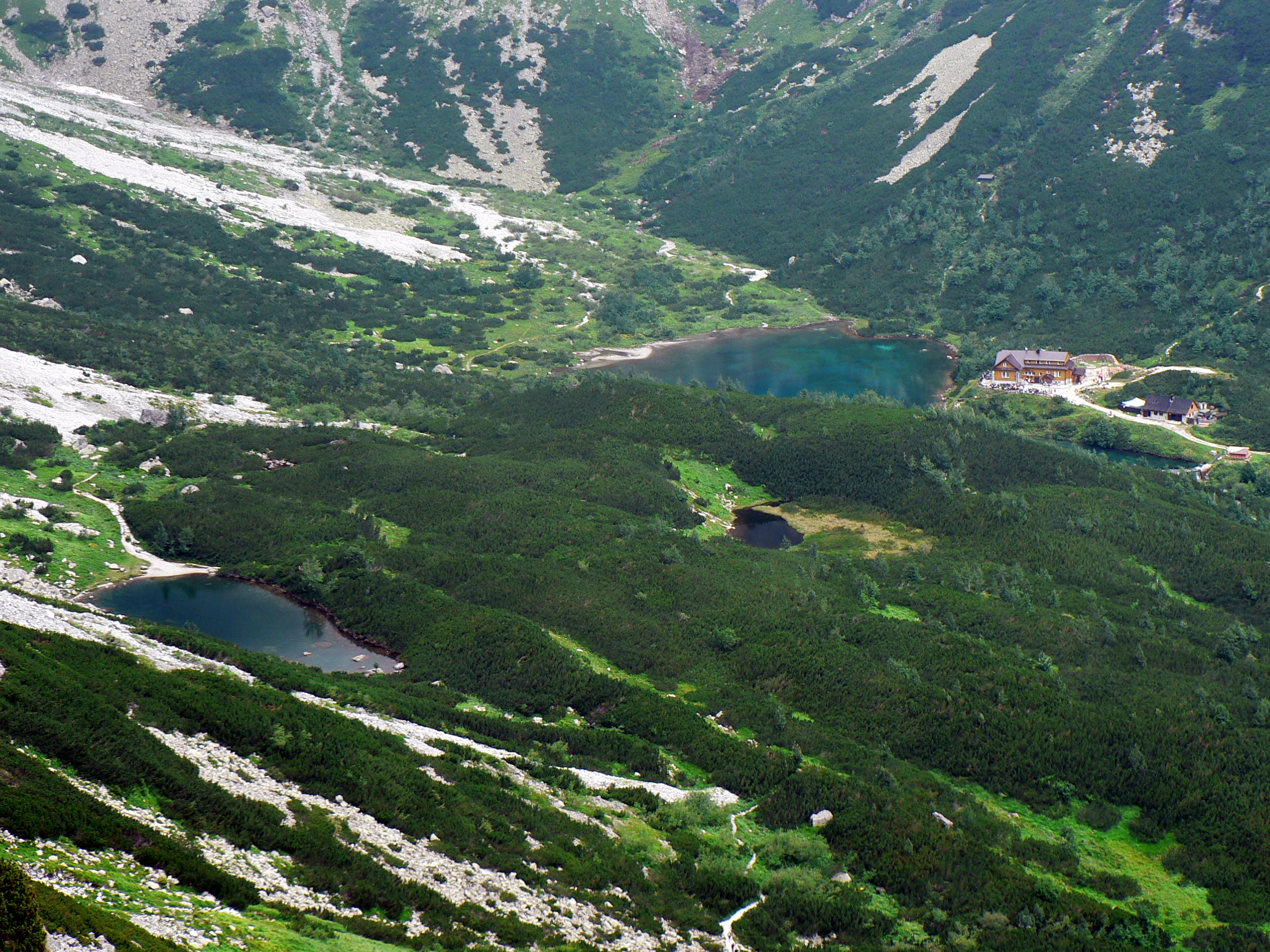
Stawy w Dolinie Kieżmarskiej, Czarny Staw po lewej

## Szlaki turystyczne
Czasy przejścia podane na podstawie mapy.
  – końcowy odcinek znakowanej czerwono Magistrali Tatrzańskiej, prowadzący znad Łomnickiego Stawu przez Rakuski Przechód (przechodzi obok Czarnego Stawu Kieżmarskiego) i dalej obok schroniska nad Zielonym Stawem Kieżmarskim nad Wielki Biały Staw.
- Czas przejścia znad Łomnickiego Stawu do schroniska: 2:05 h, z powrotem 2:55 h
- Czas przejścia ze schroniska nad Wielki Biały Staw: 35 min w obie strony